# Eden (film, 2001)
Pour les articles homonymes, voir Eden.
Ne doit pas être confondu avec Eden (film, 2014) ou Eden (film, 2012).
Pour plus de détails, voir Fiche technique et Distribution.
Eden (en hébreu עדן), est un film israélien réalisé par Amos Gitaï, sorti en 2001.

## Fiche technique
- Titre : Eden
- Réalisation : Amos Gitaï
- Scénario : Amos Gitaï
- Pays d'origine : Israël
- Format : Couleurs - 1,85:1 - Dolby Digital - 35 mm
- Genre : Drame, guerre
- Durée : 91 minutes
- Date de sortie : 2001

## Distribution
- Samantha Morton : Sam
- Thomas Jane : Dov
- Luke Holland : Kalkovsky
- Daphna Kastner : Silvia
- Danny Huston : Kalman
- Arthur Miller : le père